# Sandentnahme Hammah
Das Naturschutzgebiet Sandentnahme Hammah ist ein 29 Hektar großes künstliches Gewässer mit dem amtlichen Kennzeichen NSG LÜ 085. Es liegt auf der Stader Geest nordöstlich von Hammah im Landkreis Stade.

## Allgemeines
Das Naturschutzgebiet entstand, als zu Beginn der 1980er-Jahre Sand für die Eindeichung einer Rotschlammdeponie im Bützflether Moor benötigt wurde. Umgekehrt fielen beim Deponiebau große Mengen an Torf-Klei-Boden an, weshalb der Sand in Hammah nicht nur entnommen, sondern gegen das Gemisch aus Torf und Klei ausgetauscht wurde. Die Sandentnahmefläche wurde dabei nicht vollständig wieder verfüllt. In der zurückbleibenden anthropogenen Senke bildete sich ein ausgedehntes Flachgewässer.
Die Unterschutzstellung des Gebietes im Jahr 1982 bezweckte die ungestörte eigendynamische Entwicklung des künstlichen Sees und seiner Uferbereiche.

„Schutzzweck ist die Erhaltung und Entwicklung der geplanten Wasserflächen, Flachwasserbereiche, Inseln, Röhrichte und Gebüsche als vielfältiger Lebensraum für die Lebensgemeinschaften von Pflanzen und Tieren der Stillgewässer und Uferzonen, insbesondere auch als Brutbiotop für Enten und Rallen und die Gastvögel Graureiher und Eisvogel, (sowie) die dauerhafte Sicherung eines durch Menschenhand geschaffenen, naturnahen Landschaftsteiles als wissenschaftliches Demonstrations- und Forschungsobjekt, insbesondere für Sukzessionsstudien.“